# Hr.Ms. O 13 (1931)
De Hr.Ms. O 13 was een Nederlandse onderzeeboot van de O 12-klasse, gebouwd door de Koninklijke Maatschappij De Schelde uit Vlissingen. Tijdens de Spaanse Burgeroorlog begeleidde de O 13 konvooien van de Nederlandse handelsvaart. In de meidagen van 1940 patrouillerde de O 13 voor de Nederlandse kust en werd verschillende keren aangevallen door Duitse vliegtuigen. Na te zijn uitgeweken naar het Verenigd Koninkrijk is de onderzeeboot verloren gegaan tijdens een patrouille op de Noordzee.

## De O 13 voor de Tweede Wereldoorlog
Op 26 september 1933 had de O 13 een aanvaring, in het Schulpengat, met de Helderse vissersboot HD 7. Die liep door de botsing zoveel schade op dat hij zonk.
Tijdens de Wereldtentoonstelling van 1935 in Brussel bezocht de O 13 samen met de O 15 de stad. Later dat jaar bracht de O 13 samen met de O 12, de O 15, de Hertog Hendrik, de Van Ghent, de Kortenaer en de Z 5 een tocht waar de onderzeeboten de havens van het Zweedse Göteborg en het Noorse Oslo aandeden.
In 1937 heeft de O 13 in verband met de Spaanse Burgeroorlog enkele maanden konvooien in de Straat van Gibraltar begeleid. Andere Nederlandse marineschepen die hierbij betrokken waren, waren de Hertog Hendrik, de Johan Maurits van Nassau, de Nautilus, de Java en de O 15. In 1938 deed de O 13 mee aan de vlootschouw in de haven van Amsterdam ter ere van het 40-jarig regeringsjubileum van koningin Wilhelmina. Eind juli 1939 keerde de O 13 terug naar Nederland i.v.m. de "gespannen toestand".

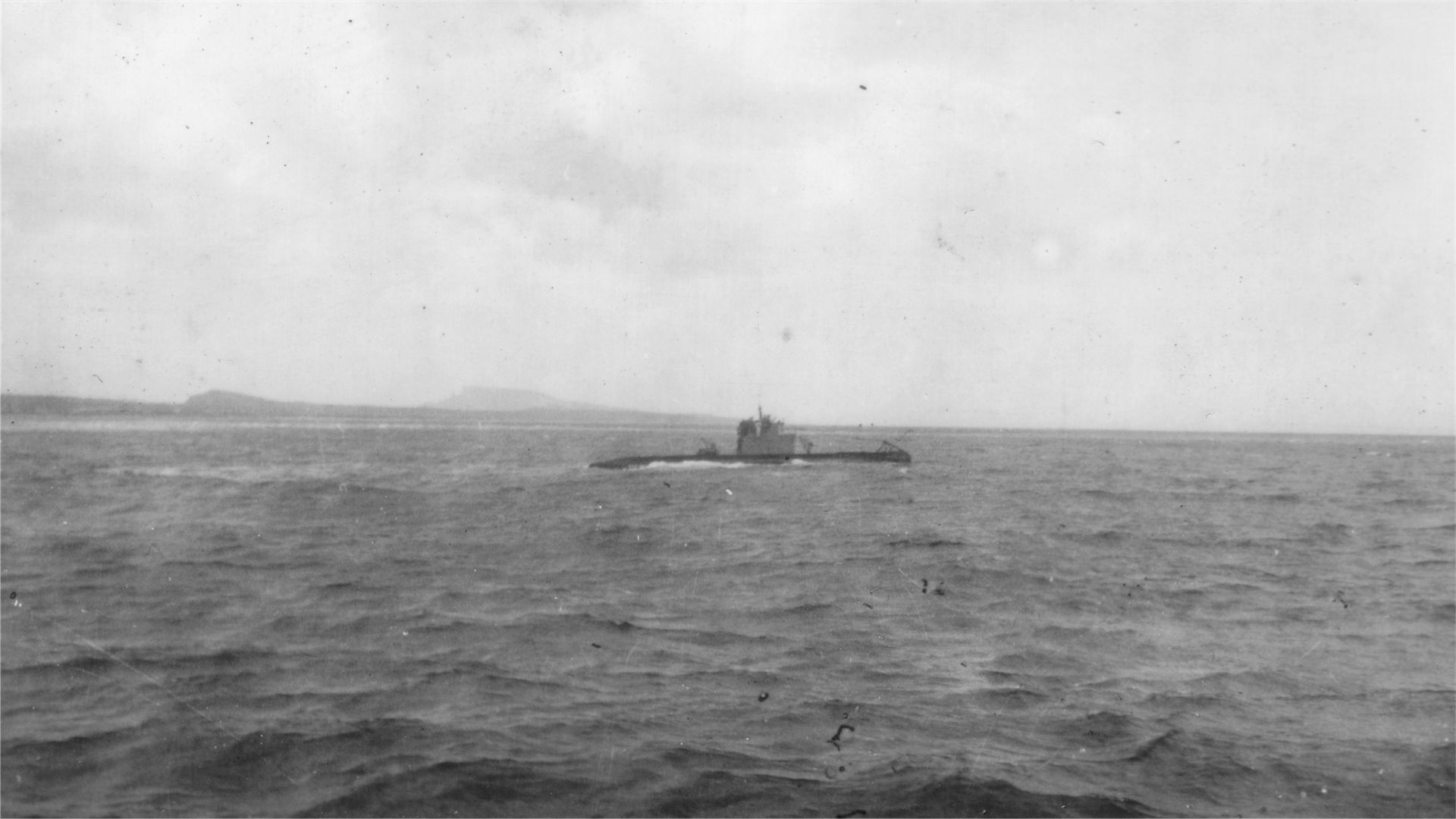
De O 13 op terugreis naar Nederland, 31 juli 1939

## De O 13 tijdens de Tweede Wereldoorlog
Tijdens de Duitse aanval op Nederland in 1940 patrouilleerde de O 13 voor de Nederlandse kust en werd het schip meermalen aangevallen door een Duits vliegtuig. Nog op 10 mei 1940 vertrok de O 13 samen met mijnenveger Jan van Gelder naar Zuid-Engeland. Ze arriveerden een dag later in Portsmouth. Tijdens de evacuatie van Duinkerke en Bordeaux in de daarop volgende tijd patrouilleerde de O 13 in het Kanaal.
Na de val van Frankrijk werd Portsmouth niet langer als veilig beschouwd, daarom werd de O 13 samen met Nederlandse onderzeeboten O 20, de O 21, de O 23 en de O 24 overgeplaatst naar de tijdelijke haven van het Schotse Dundee. Vanuit Dundee vertrok de O 13 op 12 juni 1940 voor haar eerste patrouille in de buurt van het Skagerrak. In het havenboek staat het vertrek van de O 13 vermeld. Op 19 juni is er vergeefs radiocontact gezocht met de onderzeeboot. Op 21 juni 1940 werd de O 13 terug verwacht, toen ze op 28 juni nog niet terug was werd ze als vermist vermeld. 21 juni wordt sindsdien gezien als de overlijdensdatum van de 34 manschappen aan boord.
Omdat na de oorlog in Duitse archieven geen informatie is gevonden over de O 13, wordt algemeen aangenomen dat de O 13 op een zeemijn is gelopen. Wat deze theorie ondersteunt, is het feit dat er een Duits mijnenveld lag in het gebied waar de O 13 doorheen zou varen. Dit mijnenveld was in juni 1940 onbekend bij de Britten. Mogelijk is een maand eerder ook de Poolse onderzeeboot Orzeł in dit mijnenveld ten onder gegaan. Het wrak van de Orzel is echter evenmin als dat van de O 13 gelokaliseerd.
Een andere mogelijkheid is dat de O 13 door de Poolse onderzeeboot Wilk is geramd. De Wilk rapporteerde op 20 juni een onbekende vijandige onderzeeboot te hebben geramd. In de rapportages van de Wilk zitten echter een aantal onduidelijkheden. De beschadigingen aan de Wilk waren dusdanig klein dat het waarschijnlijker is dat ze op een drijvende zeemijn is gelopen.

## Zoektocht en nagedachtenis
In september 2009 is in Dundee een nieuw monument onthuld ter nagedachtenis van de opvarenden die zijn omgekomen op de onderzeeboten die tijdens de Tweede Wereldoorlog vanuit Dundee opereerden, waaronder de O 13 en de O 22, die nooit terugkwamen. Zij worden aangeduid als "Still on patrol".
In september 2012 maakte de Koninklijke Marine bekend dat zij in samenwerking met enkele bedrijven intensief zou zoeken met geavanceerde apparatuur. Deze zoektocht leverde niets op. Op 3 juli 2013 organiseerde de Koninklijke Marine een afscheidsceremonie voor nabestaanden.
In juli 2019 werd op initiatief van de Stichting Duik de Noordzee Schoon een nieuwe zoekactie gestart in het gebied tussen Engeland en Noorwegen. Deze zoektocht leverde echter ook niets op.

## Bemanning
- Edward Herbert Vorster (34), luitenant-ter-zee 1e klasse, commandant
- Hubertus Jacobus Seraphinus Maria Albregts (27), matroos 1e klasse
- Willem Ausum (35), sergeant machinist
- Antonius Sander van Battum (18), seinersmaat
- Jan Adriaan Buijs (28), officier Marine Stoomvaartdienst 2de klasse
- Julianus Johannes Antonius Cadot (26), korporaal torpedomaker
- Thomas Dam (31), korporaal constable
- Jan Drijver (21), stoker-olieman ZM
- Antonius Petrus van Elswijk (31), korporaal monteur
- Cornelis Leendert van Gend (23), matroos 1e klasse
- Brian Ernest Greswell (22), luitenant Royal Navy
- Cornelis Albert Havenaar (27), koksmaat
- Gijsbert Johannes Heikamp (26), korporaal machinist
- Franciscus Josephus van Hilst (28), matroos 1ste klasse
- Willem van den Hoff (35), majoor machinist
- Lodewijk Laan (19), matroos 2de klasse
- Petrus Leonardus Lutter (29), kwartiermeester
- Hugh Phimister McDonald (26), verbindingsofficier Royal Navy
- Antonie Middelink (30), korporaal telegrafist
- Willem Anthonie de Moel (34), korporaal machinist
- Jan Johannes Mooldijk (32), bootsman
- Johannes Dirk Nagelhout (25), matroos 2de klasse ZM
- Jacobus Otto Nieuwenhuis (20), luitenant-ter-zee 3e klasse
- Hendrikus Reijtenbach (31), sergeant torpedomaker
- Friedrich Heinrich Rienstra (18), matroos 3e klasse
- Dirk Schaatsbergen (29), korporaal machinist
- Cornelis Selderbeek (37), sergeant monteur
- Johannes Andries Sillevis (24), luitenant-ter-zee 3de klasse
- Willem Janus Snijder (31), luitenant-ter-zee 2e klasse KMR OV
- James Henry Spettigue (28), signalman Royal Navy
- Cornelis van der Veer (21), matroos 2e klasse
- Jordanus Adam van der Vliet (26), korporaal monteur
- Herman Vukkink (33), sergeant machinist
- Willem Albertus 'Wim'  Wahlers (27), korporaal torpedomaker

## Onderscheiding
Als blijk van waardering werd aan de Onderzeedienst in 1947 de Militaire Willems-Orde uitgereikt door koningin Wilhelmina.

## Trivia
- In 2014 is een televisiedocumentaire over de O 13 gemaakt in samenwerking met het Comité Nabestaanden Onderzeeboten 1940-1945 en Piet de Jong.[8][9]
- Een nabestaande van een bemanningslid onderhoudt sinds 2005 een website met betrekking tot de Hr.Ms. O 13 met onder andere reacties van nabestaanden, herdenkingen en monumenten en een uitgebreide historie met een krantenarchief.[10]